# Ella Dunbar Temple

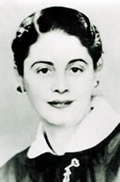
Ella Dunbar Temple

Ella Dunbar Temple Aguilar (* 10. Juni 1918 in Lima, Peru; † 20. Februar 1998 in Lima, Peru) war eine peruanische Historikerin und Hochschullehrerin. Sie war die erste professionelle Historikerin in der Academia Nacional de Historia, die erste Frau, die einen Universitätslehrstuhl in Peru erhielt und die erste Lateinamerikanerin in der Real Academia de la Historia.

## Leben und Werk

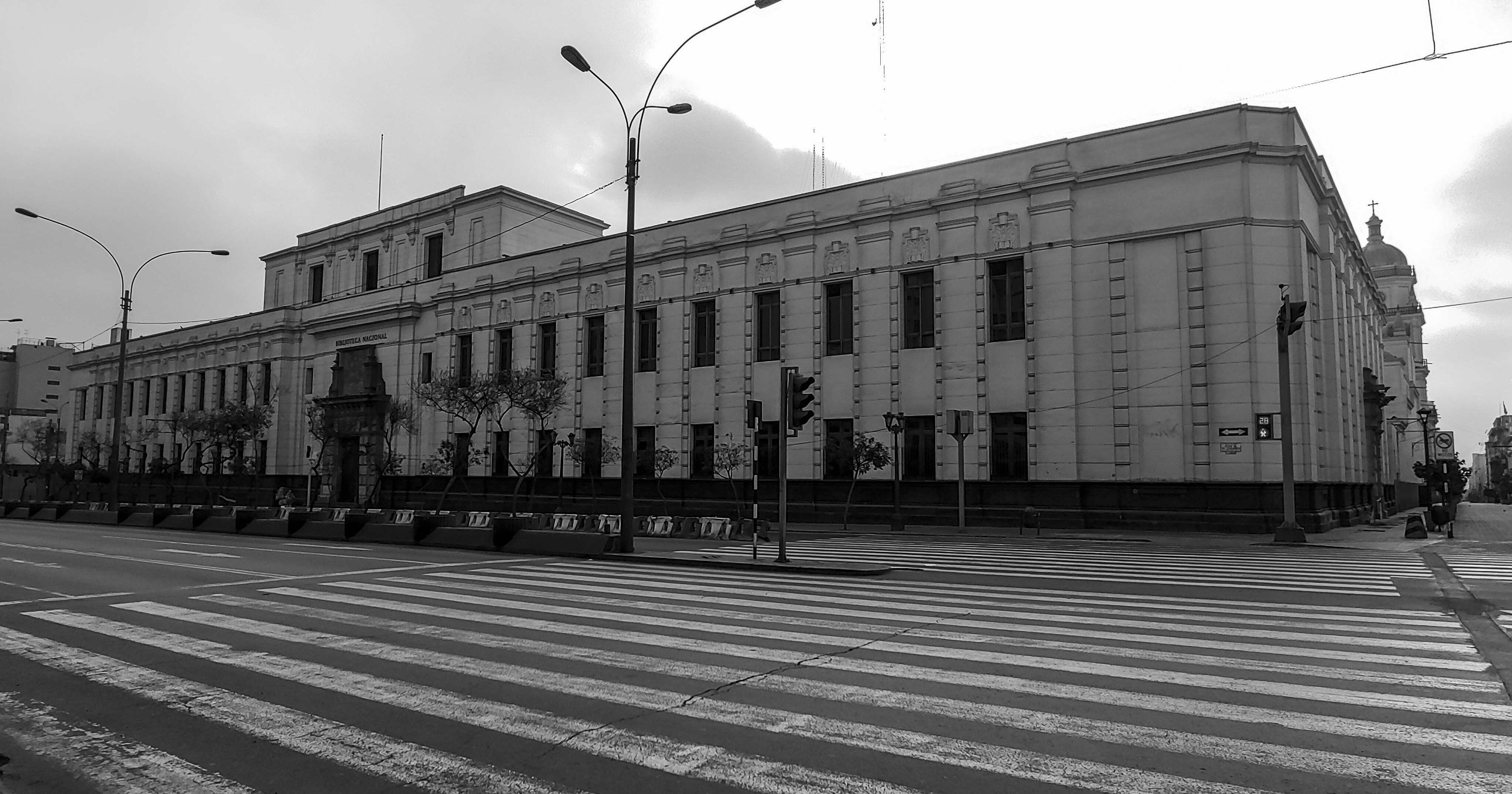
Nationalbibliothek von Peru

Temple war die Tochter von Roberto T. Temple Seminario und Herlinda Aguilar Dávila de Temple. Sie war die Enkelin von Robert Sinclair Temple Dunbar, der aus Ayren in Schottland stammte und der sich in den 1890er Jahren in Piura (Stadt) niedergelassen hatte. Sie war durch die mütterliche Abstammung ihres Vaters mit der Familie des Nationalhelden Miguel Grau Seminario verbunden. Sie nahm Dunbar als ihren zweiten Vornamen an, um ihre Beziehung zu Schottland darzustellen.
Sie absolvierte ein Studium der Rechtswissenschaften an der Päpstlichen Katholischen Universität von Peru, wo sie 1938 mit der Arbeit „La institución del jurado“ ihren Abschluss erwarb. 1941 erhielt sie einen Abschluss in Rechtswissenschaften an der Universidad Nacional Mayor de San Marcos. Während ihrer letzten Jahre als Universitätsstudentin, arbeitete Temple von 1941 bis 1943 in der Biblioteca Nacional del Perú (BNP) und war eine der Personen, die an der ersten Katalogisierung dieser Institution beteiligt waren. Ihre Arbeit legte 1943 den Grundstein für die Gründung der Beratungsabteilung der BNP.
Sie promovierte 1946 in Geschichte und Literatur an der Universidad Mayor de San Marcos mit der Dissertation: La descencia deHuayna Capac. 1945 erhielt sie als erste Frau einen Universitätslehrstuhl in Peru, obwohl derzeit Frauen noch nicht als Staatsbürgerinnen galten, da sie kein Wahlrecht hatten und die Universitätsausbildung Männern vorbehalten war. Sie war auch die erste professionelle Historikerin in der Academia Nacional de Historia, sie war die erste Frau im Vorstand der Anwaltskammer von Lima und die erste als Senior-Stellvertreterin.
1945 gründete sie die Peruanische Geschichtsgesellschaft und war deren erste Präsidentin. Sie gründete und leitete von 1948 bis 1951 das Documenta Magazine und war die erste Frau, die Mitglied der Federación Internacional de Sociedades Bolivarianas wurde.

## Forschung
Seit den 1930er Jahren beschäftigte sich Temple aufgrund ihres Kontakts mit Julio Tello und dem Jesuitenpater Ruben Vargas Ugarte mit der Geschichte der Kolonialzeit. Ihr Interesse an der Inka-Abstammungslinie in der Kolonialzeit veranlasste sie, genealogische Studien dieser Abstammungslinien wie der Kaziken von Apoalaya durchzuführen und dabei die Nachkommen aus dem 16. bis 18. Jahrhundert und deren Herkunft zu benennen. Die koloniale Frauenliteratur war ein Thema, mit dem sie sich Anfang 1942 beschäftigte.
Sie veröffentlichte ihre Forschungen und Reflexionen zu historischen und literarischen, rechtlichen und geografischen Themen. Sie war Autorin von 14 der insgesamt 86 Bände der Dokumentationssammlung über die Unabhängigkeit Perus, deren Veröffentlichung 1971 begann.
Als sie den italienischen Historiker und Professor Carlo Radicati di Primeglio heiratete, erhielt sie den Titel condesa de Primeglio. Sie starb im Alter von 79 Jahren am 20. Februar 1998 und ihr Ehemann am gleichen Tag 1990.
In ihren letzten Lebensjahren gründete sie die Fundación Biblioteca Museo Temple-Radicati, Zentrum für höhere Studien und peruanische Forschung, zu deren wertvollsten Vermögenswerten die Quipu-Sammlung gehört, die ihr Ehemann zusammentragen konnte.

## Ehrungen (Auswahl)
- 1946: Nationaler Geschichtspreis Inca Garcilazo de la Vega[6]
- Palmas Magisteriales
- emeritierte Professorin der National University of San Marcos[7]
- 2022: Order of Merit for Women[8][9]

## Veröffentlichungen (Auswahl)
- Curso de la Literatura Femenina a través del período colonial en el Perú. 1939.
- La revolucion de Huanuco, Panatahuas y Huamalies de 1812. Comisión Nacional del Sesquincentenario de la Independencia del Perú, 1971.
- mit Raúl Porras Barrenechea, Carlos Enrique Becerra Palomino und María Luisa Rivara de Tuesta: La descendencia de Huayna Cápac. Vicerrectorado Académico, Universidad Nacional Mayor de San Marcos, 2009, ISBN 978-9972-46-412-6.